# 芦屋警察署

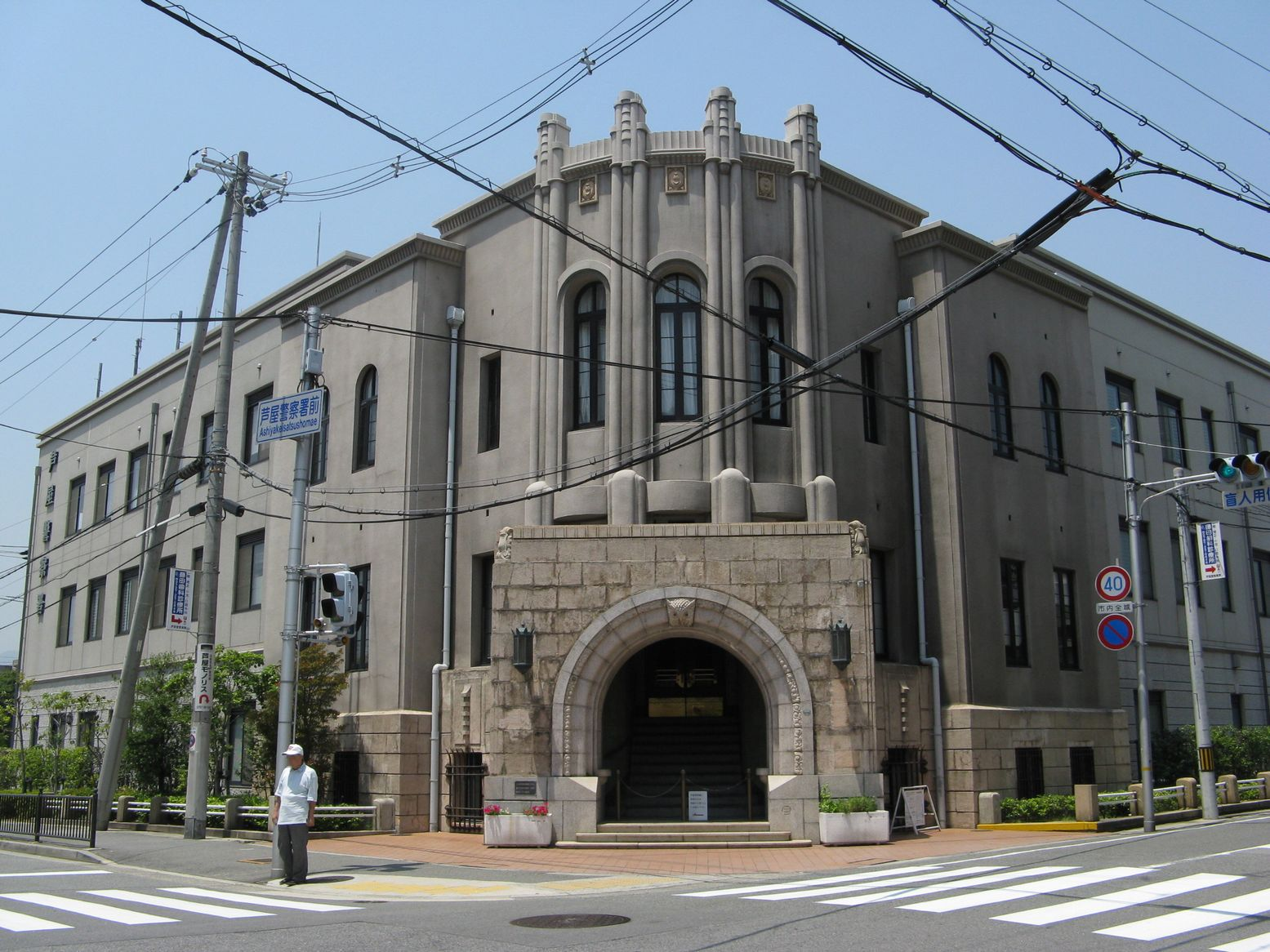
保存された旧庁舎玄関（1927年建築）

芦屋警察署（あしやけいさつしょ）は、兵庫県警察が管轄する警察署の一つ。管轄地域の人口は約9万。

## 所在地
- 兵庫県芦屋市公光町6番7号

## 管轄区域
芦屋市
（神戸水上警察署の管轄区域を除く）

## 交番
- 業平橋交番 - 芦屋市公光町5-35
- 宮川交番 - 芦屋市楠町2-13
- 芦屋駅前交番 - 芦屋市船戸町1-29
- 岩園交番 - 芦屋市岩園町25-1
- 山芦屋交番 - 芦屋市東芦屋町9-9
- 浜芦屋交番 - 芦屋市浜芦屋町5-12
- 打出交番 - 芦屋市打出町2-15
- 高浜交番 - 芦屋市高浜町7-2

## 駐在所
- 六麓荘駐在所 - 芦屋市六麓荘町16-14
- 南芦屋浜駐在所 - 芦屋市陽光町6

## 旧庁舎と新庁舎
1927年（昭和2年）竣工の石造庁舎は正面玄関のアーチや正面上部に配されたミミズクの彫刻などで長年親しまれてきたが、1995年に阪神・淡路大震災に見舞われたこと、また老朽化などの問題から改築された。2001年竣工の新館は芦屋川に沿う西側に玄関が設けられた。庁舎南東部の旧正面玄関部分周辺は保存され、新館も色調や窓の形状などが旧庁舎の外観と適合するよう配慮されている。
旧庁舎の設計は兵庫県営繕課によるものだが、当時置塩章が営繕課長であったことから、置塩の影響が色濃いロマネスク様式の建物である。

## アクセス
- 阪神電鉄 芦屋駅から北へ50m
- JR 芦屋駅から南西へ約600m